# روان كارنيرو
روان كارنيرو بيريرا (بالإنجليزية: Roan Carneiro Pereira؛ مواليد 2 يونيو 1978) هو مُقاتل فنون قتالية مختلطة برازيلي.

## وصلات خارجية
- روان كارنيرو على موقع يو إف سي (الإنجليزية)
- روان كارنيرو على موقع شيردوغ (الإنجليزية)
- روان كارنيرو على موقع IMDb (الإنجليزية)